# ۱۵۳۳ (میلادی)
۱۵۳۳ (میلادی) هزار و پانصد و سی و سومین سال تقویم میلادی است.

## رویدادها
حمله امپراتوری عثمانی به ایران به فرماندهی ابراهیم پاشاو سلطان سلیمان وضمیمه کردن عراق به عثمانی

## زادگان
- ۷ سپتامبر – الیزابت یکم (انگلستان)، سیاست‌مدار بریتانیایی (د. ۱۶۰۳)